# وليم مورتون
وليم تومس جرين مورتون (William Thomas Green Morton)، ولد في التاسع من أغسطس سنه 1819 في مدينة شارلتون بولاية ماساتشوستس بأمريكا.
طبيب أسنان ويعتبر أول من استخدم الإيثر (Ether) كمادة مخدرة، وذلك عام 1846 في العمليات الجراحية.

## نشأته
عمل كطبيب أسنان بتشارلتون بولاية ماساشوستش الأمريكية، والداه هما جيمس وريبيكا مورتون كان والده يعمل مزارعاً، درس وليام جراحة الأسنان ومارسها، وكان هوراس ويلز أحد الأساتذة الذين تعلم منهم مورتون بهارتفورد - كونيكتيكت ثم أصبح الاثنان شركاء في الاهتمام بالتخدير.
ويعتبر وليام أول من أستخدم الأثير في العمليات الجراحية كمخدر
تخرج مورتون من كلية بالتيمور لطب الأسنان عام 1842، وبعد تخرجه بعام تزوج من إليزابيث وايتمان، وفي عام 1844 تابع دراسته على يد الدكتور تشارلز جاكسون، بمدرسة هارفارد للطب، ومنح درجة الطب الفخرية عام 1852 من جامعة واشنطن ببالتيمور.

## البحث عن حل
أجتهد العلماء قديماً في البحث عن حل لتسكين الآلام الحادة التي يعاني منها المريض الذي تضطره الظروف للخضوع لإجراء العمليات الجراحية، فأسفرت بعض الأبحاث عن استخدام بعض الأعشاب التي تقلل من الإحساس بالألم مثل الأفيون، والقنب وغيرها ولكنها لم تقض على الألم نهائياً نظراً لاستخدامها بتركيزات قليلة لأن الكثير منها يفضي إلى الموت، ثم جاءت المشروبات الكحولية كوسيلة لتخفيف الألم ولكن المريض ما يلبث أن يشعر بالألم ويسترد وعيه، كما حاول البعض إفقاد المريض لوعيه حتى يتم الانتهاء من العملية، وأيضاً استخدام التنويم المغناطيسي، وقام الصينيون باستخدام الإبر للتحكم في الألم، وغيرها الكثير من الوسائل التي لم تحقق الكثير من النجاح وكان لكي يتم إجراء عملية لمريض يجب تقييده جيداً على منضدة العمليات حتى يتم الانتهاء من العملية، وكان الكثير من العمليات ينتهي بوفاة المريض.

## التخدير

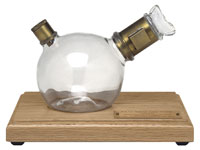
طبق الأصل من أجهزة الاستنشاق المستخدمة من قبل وليام في 1846

بدأ التخدير يأخذ شكل أخر بداية من أواخر القرن الثامن عشر، فاكتشف الكيميائي بريستلي غاز أكسيد النيتروز والذي له تأثير مخفف للألم، كما اكتشف مايكل فاراداي أن استنشاق غاز الأثير له تأثير يسبب فقدان الإحساس بالألم.وتوصل د. هوارس ويلز إلى استخدام «الغاز المضحك» أو أكسيد النيتروز كوسيلة للتخدير أثناء إجراء جراحات الأسنان، ولكن لم يكتب لويلز النجاح في عرض تجاربه أمام الأطباء.
جاء دور مورتون بعد ذلك والذي توصل إلى أن «الغاز المضحك» ليس وسيلة فعالة في تخفيف ألام المرضى أثناء إجراء العمليات الجراحية، فلجأ إلى استخدام «الأثير» والذي عرف عنه أن له خواص خافضة للألم ومفقدة للإحساس.أنكب مورتون على تجاربه على الأثير كمخدر، وكانت البداية عندما جربه على كلبه، ووجد أنه بعد التخدير يعود إلى وعيه بعد فترة قصيرة أو طويلة تبعاً لمقدار جرعة الأثير المعطاة، ثم جربه مرة أخرى على نفسه في خلع أسنانه، وكانت أول تجربة فعلية طبقها على حالة مرضية في 30 سبتمبر 1846 عندما استخدمه في إجراء إحدى الجراحات في أسنان مريض له أبدى استعداده لتحمل أي شيء من أجل التخلص من الألم، وبالفعل استخدم مورتون «الأثير» في تخدير المريض وعندما أفاق من التخدير قال لمورتون إنه لم يشعر بأي ألم أثناء الجراحة، وكان هذا إيذاناً بفتح باب جديد في الطب من أجل القضاء على الألم أثناء إجراء العمليات الجراحية.

## العقبات
توالت العمليات الجراحية التي قام بها مورتون بعد ذلك، وتم نشر هذا الاكتشاف في الصحف إلا أنه دار الخلاف بين الأطباء حول لمن يرجع الفضل في اكتشاف الأثير واستخدامه كمخدر في العمليات الجراحية، فبعد نجاح مورتون تقدم أستاذه تشارلز جاكسون وادعى انه هو الذي اقترح عليه استخدام الأثير كمخدر، ويقال أنه قبل اكتشاف مورتون هذا كان أحد الأطباء يدعى كروفورد لونغ قد استخدمه في التخدير ولم يعلن عن تجربته، ولم يظهر إلا بعد أن أعلن مورتون عن اكتشافه، ولم يتمكن مورتون من تسجيل اكتشافه للمخدر ولكنه سجل جهاز التخدير.
وعلى الرغم من استخدام «الإثير» كمخدر في الكثير من العمليات، ولكن تم تجاهل مكتشفه مورتون الأمر الذي أصابه باليأس وتوفي فقيراً.

## وفاته

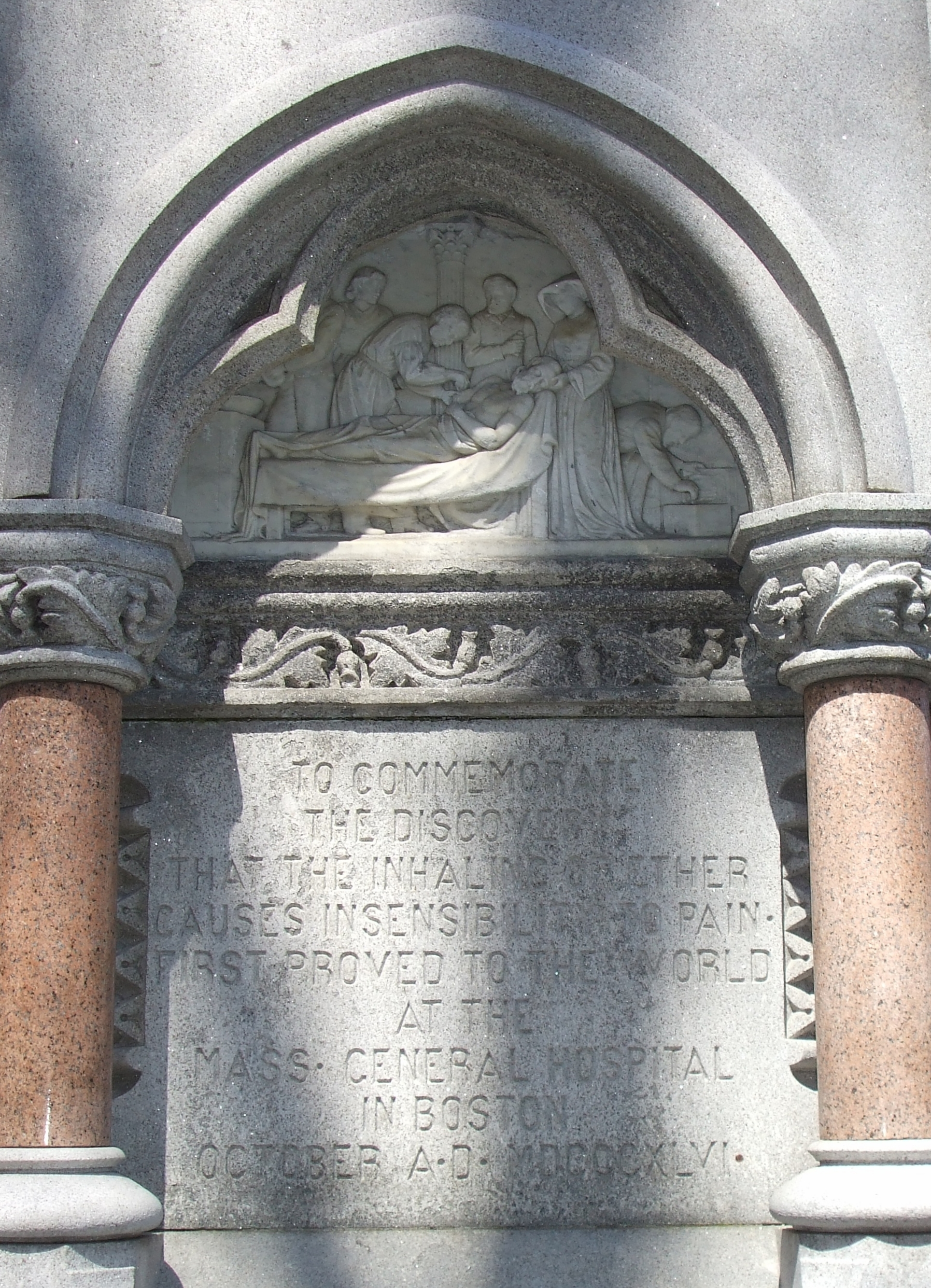
لوحة لنصب تذكاري في بوسطن في ذكرى استخدام مورتون للأثير كمخدر

توفى مورتون في الخامس عشر من يوليو 1868 في حوالي الخمسين من عمره، بعد أن قدم للعالم خدمة عظيمة باكتشافه التخدير، وأراح المرضى من ويلات الألم الذي كان من الممكن أن يعانوه لولا هذا الاكتشاف المميز، وقد فتح مورتون الباب لمزيد من الاكتشافات في مجال التخدير بعد ذلك.
تكريماً لمورتون وجهوده تم تشييد تمثال له بالقرب من مقبرته في بوسطن وقد نقش عليها العبارات التالية «وليام مورتون مخترع ومكتشف التخدير عن طريق التنفس، مما أدى إلى تخفيف الألم عند إجراء العمليات الجراحية، وكانت الجراحة قبله عذاباً ولكن بعده أصبح العلم قادراً على التحكم في الألم وعلى القضاء عليه».

## المصدر
شبكة الإعلام العربية
http://www.moheet.com/show_news.aspx?nid=175617&pg=67
William T. G. Morton

## روابط خارجية
- وليم مورتون على موقع الموسوعة البريطانية (الإنجليزية)